# George Washington Baines
George Washington Baines, född 29 december 1809 i Perquimans County, North Carolina, död 28 december 1882 i Belton, Texas, var en amerikansk baptistisk präst. Han var farfars far till USA:s 36:e president Lyndon B. Johnson.
Baines var son till Thomas Baines och Mary McCoy. Både hans far och farfar var präster. Han växte upp på en bondgård och studerade vid University of Alabama. 1850 flyttade han till Texas, där han gjorde sig känd som pacifist och grundade tidningen Texas Baptist 1855. När amerikanska inbördeskriget bröt ut 1861 blev han ordförande för Baylor University, numera Mary-Hardin-Baylor College. Han innehade posten fram till 1863 och flyttade 1867 till Salado, där han var baptistisk predikant fram till sin död. Baines avled i malaria och är begravd i Salado. Han hade tio barn.